# Кіровська сільська рада (Чорноморський район)
Кі́ровська сільська́ ра́да — адміністративно-територіальна одиниця та орган місцевого самоврядування в Чорноморському районі Автономної Республіки Крим. Адміністративний центр — село Кіровське.

## Загальні відомості
- Населення ради: 3 252 особи (станом на 2001 рік)

## Населені пункти
Сільській раді були підпорядковані населені пункти:
- с. Кіровське
- с. Дозорне
- с. Задорне
- с-ще Низівка

## Склад ради
Рада складалася з 22 депутатів та голови.
- Голова ради: Сосновська Марина Володимирівна
- Секретар ради: Маслова Аліє Юнусівна

### Керівний склад попередніх скликань
| Прізвище, ім'я, по батькові     | Основні відомості                                                                     | Дата обрання | Дата звільнення |
| ------------------------------- | ------------------------------------------------------------------------------------- | ------------ | --------------- |
| Сосновська Марина Володимирівна | Сільський голова, 1968 року народження, освіта незакінчена вища, член Партії регіонів | 26.03.2006   | 31.10.2010      |
| Сосновська Марина Володимирівна | Сільський голова, 1968 року народження, освіта незакінчена вища, член Партії регіонів | 31.10.2010   |                 |

Примітка: таблиця складена за даними сайту Верховної Ради України

### Депутати
За результатами місцевих виборів 2010 року депутатами ради стали:

#### За суб'єктами висування
| Суб'єкт висування           | Кількість обраних депутатів | %    |
| --------------------------- | --------------------------- | ---- |
| Партія регіонів             | 19                          | 86,4 |
| Комуністична партія України | 2                           | 9,1  |
| Самовисування               | 1                           | 4,5  |

#### За округами
| № округу                    | Прізвище, ім'я, по батькові   | Дата визнання обраним | Освіта  | Партійна приналежність            | Відомості про обраного депутата                        |
| --------------------------- | ----------------------------- | --------------------- | ------- | --------------------------------- | ------------------------------------------------------ |
| Комуністична партія України |                               |                       |         |                                   |                                                        |
| 7                           | Качан Григорій Васильович     | 04.11.2010            | середня | член Комуністичної партії України | «Агрокапитал», оператор                                |
| 18                          | Руденок Світлана Петрівна     | 04.11.2010            | середня | член Комуністичної партії України | тимчасово не працює                                    |
| Партія регіонів             |                               |                       |         |                                   |                                                        |
| 1                           | Дюк Ірина Вікторівна          | 04.11.2010            | вища    | член Партії регіонів              | тимчасово не працює                                    |
| 2                           | Сизоненко Ірина Олександрівна | 04.11.2010            | середня | член Партії регіонів              | Кіровське відділення зв'язку, поштарка                 |
| 3                           | Кліменко Світлана Вікторівна  | 04.11.2010            | середня | позапартійна                      | Кіровська бібліотека, завідувачка                      |
| 4                           | Медведєва Ірина Іванівна      | 04.11.2010            | середня | член Партії регіонів              | Кіровська сільська рада, діловод                       |
| 5                           | Яг'яєва Жумазіє Рефатівна     | 04.11.2010            | середня | позапартійна                      | Кіровський будинок культури, технічний працівник       |
| 6                           | Артамонова Ольга Михайлівна   | 04.11.2010            | середня | член Партії регіонів              | Кіровське відділення зв'язку, завідувачка              |
| 8                           | Тягло Юлія Олександрівна      | 04.11.2010            | середня | член Партії регіонів              | тимчасово не працює                                    |
| 9                           | Шкиль Світлана Іванівна       | 04.11.2010            | середня | член Партії регіонів              | Задорновський фельдшерсько-акушерський пункт, фельдшер |
| 10                          | Мимрікова Галина Андріївна    | 04.11.2010            | середня | член Партії регіонів              | пенсіонер                                              |
| 11                          | Лихошва Зінаїда Михайлівна    | 04.11.2010            | вища    | позапартійна                      | Дозорновський будинок культури, завідувачка            |
| 13                          | Сотнікова Лідія Іванівна      | 04.11.2010            | середня | член Партії регіонів              | пенсіонер                                              |
| 14                          | Абляметов Билал Айдарович     | 04.11.2010            | середня | позапартійний                     | тимчасово не працює                                    |
| 15                          | Маслова Аліє Юнусівна         | 04.11.2010            | середня | член Партії регіонів              | Кіровська сільська рада, секретар                      |
| 16                          | Писанко Валентина Іванівна    | 04.11.2010            | середня | член Партії регіонів              | Кіровський будинок культури, художник-оформлювач       |
| 17                          | Суглоб Ніна Іванівна          | 04.11.2010            | середня | член Партії регіонів              | тимчасово не працює                                    |
| 19                          | Ковальова Ольга Дмитрівна     | 04.11.2010            | вища    | член Партії регіонів              | Кіровська загальноосвітня школа, вчитель               |
| 20                          | Голота Людмила Леонідівна     | 04.11.2010            | середня | член Партії регіонів              | с. Низівка фельдшерсько-акушерський пункт, фельдшер    |
| 21                          | Качан Іван Васильович         | 04.11.2010            | середня | позапартійний                     | ООО «АГРОКОМ», слюсар                                  |
| 22                          | Кошелева Тетяна Володимирівна | 04.11.2010            | середня | член Партії регіонів              | Дозорнівська бібліотека, бібліотекар                   |
| Самовисування               |                               |                       |         |                                   |                                                        |
| 12                          | Шкіль Олена Анатоліївна       | 04.11.2010            | середня | член Партії «Союз»                | Кіровський будинок культури, керівник                  |